# Kabinett Segitz
Das Kabinett Segitz bildete offiziell vom 1. März bis 17. März 1919 die Landesregierung von Bayern. Die Ministerliste wurde vom Rätekongress verabschiedet, von den bürgerlichen Parteien und der MSPD allerdings abgelehnt. Das Kabinett trat in dieser Form nie zusammen. Jedoch führten diejenigen Minister, die schon dem Kabinett Eisner angehörten, ihre Geschäfte weiter.

## Mitglieder
| Amt                           | Name                      | Bild | Partei | Partei    |
| ----------------------------- | ------------------------- | ---- | ------ | --------- |
| Ministerpräsident             | Martin Segitz             |      |        | MSPD      |
| Äußeres                       | Martin Segitz             |      |        | MSPD      |
| Inneres                       | Martin Segitz             |      |        | MSPD      |
| Kultus                        | Ernst Niekisch            |      |        | MSPD      |
| Justiz                        | Fritz Endres              |      |        | MSPD      |
| Finanzen                      | Edgar Jaffé               |      |        | USPD      |
| Soziale Fürsorge              | Hans Unterleitner         |      |        | USPD      |
| Militärische Angelegenheiten  | Richard Scheid            |      |        | USPD      |
| Verkehrsangelegenheiten       | Heinrich von Frauendorfer |      |        | parteilos |
| Handel, Industrie und Gewerbe | Josef Simon               |      |        | USPD      |
| Landwirtschaft                | Theodor Dirr              |      |        | BB        |